# 科隆纳 (罗马)

区徽

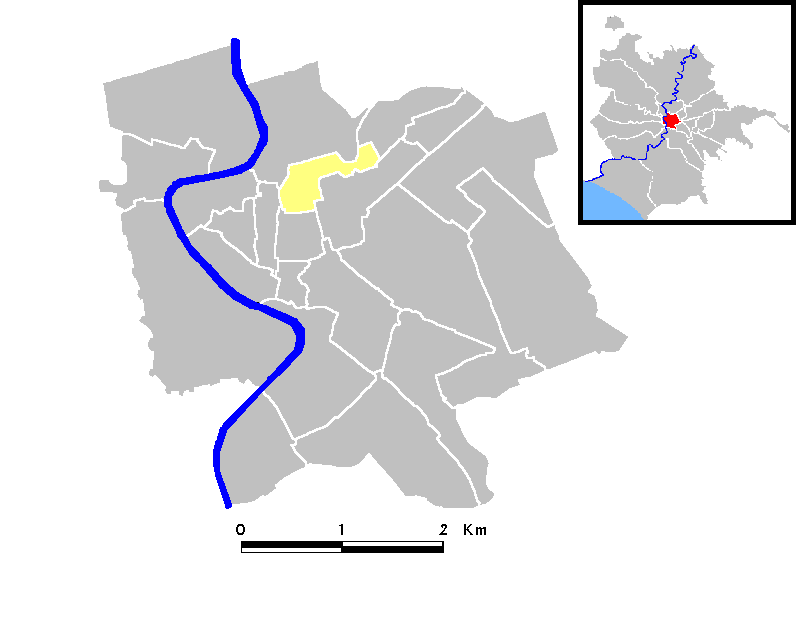
地图

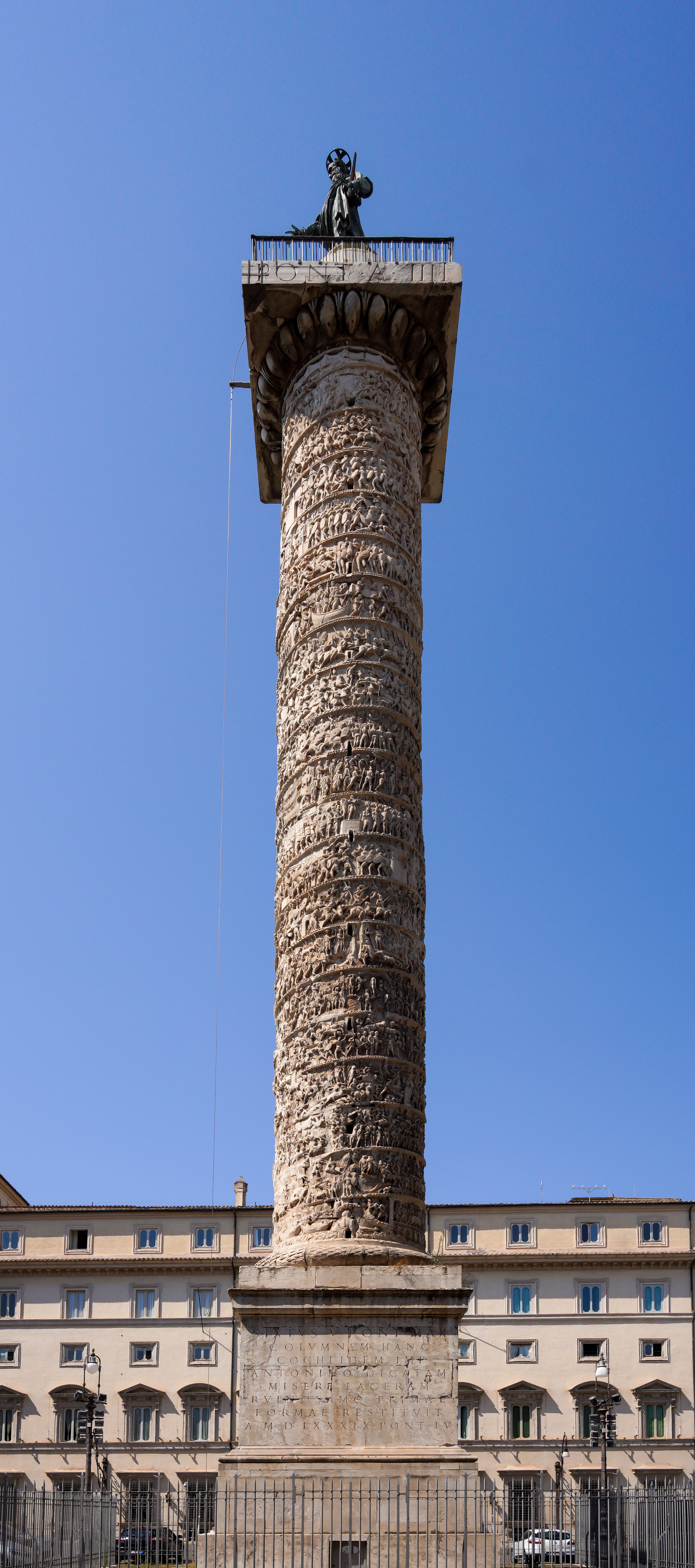
奥列里乌斯圆柱和左侧的基吉宫

科隆纳（義大利語：Colonna）是罗马的第三区。其标志是一个红色背景上的银柱。
该区有著名的圆柱广场，广场中心为馬可奧里略圓柱。北侧是基吉宫，曾经是奥匈帝国的大使馆，现在是意大利政府所在地。